# Mohamed Amine Hamrouni
Mohamed Amine Hamrouni, né le 16 juillet 1997, est un footballeur tunisien qui évolue au poste d'arrière gauche à Al-Faisaly SC. 
En juillet 2023, il rejoint le Club africain après avoir été transféré depuis le Club sportif sfaxien,,.